# Michel Camdessus
Michel Camdessus (Bayona, 1 de mayo de 1933) es un economista francés que realizó sus estudios en la Universidad de París y se graduó en Economía en el Instituto de Estudios Políticos de París y en la Escuela Nacional de Administración de Francia. Fue director gerente y presidente del directorio ejecutivo del Fondo Monetario Internacional (FMI) a partir del 16 de enero de 1987. El 22 de mayo de 1996, fue designado Director Gerente por un tercer período de 5 años a partir del 16 de enero de 1997.
Camdessus presidió el Club de París de 1978 a 1984, así como el Comité Monetario de la Comunidad Económica Europea de diciembre de 1982 a diciembre de 1984. En agosto de 1984, fue nombrado Subgobernador del Banco de Francia, y en noviembre de 1984, Gobernador del Banco de Francia, actividad que desempeñó hasta su nombramiento como Director Gerente del FMI.
Camdessus fue el séptimo Director Gerente del FMI, precedido por Camille Gutt (Bélgica, 1946-51), Ivar Rooth (Suecia, 1951-56), Per Jacobsson (Suecia, 1956-63), Pierre-Paul Schweitzer (Francia, 1963-73), H. Johannes Witteveen (Países Bajos, 1973-78) y Jacques de Larosière (Francia, 1978-87).
Entre los acontecimientos más importantes ocurridos durante su gestión se encuentra la crisis financiera del sudeste asiático. Su papel fue criticado por no cuidar a las circunstancias únicas del este de Asia y por imponer de manera ciega las medidas que fueron aplicadas en México con motivo de la crisis en ese país (efecto tequila). Lo anterior produjo grandes protestas y caos en países como Indonesia. 
Camdessus se jubiló del FMI el 14 de febrero de 2000.[cita requerida]